# Závod GP2 Bahrajn 2007
Závod GP2 Bahrajn 2007 byl zahajovacím závodem třetí sezóny závodní série GP2 Series v roce 2007. Konal se v Manámě v Bahrajnu ve dnech 14. a 15. dubna 2007. 

## Sobotní závod GP 2

### Výsledky
| Pozice | Jezdec              | Vůz                      | Čas        | Body |
| ------ | ------------------- | ------------------------ | ---------- | ---- |
| 1      | Luca Filippi        | Super Nova International | 58:34,676  | 10+2 |
| 2      | Timo Glock          | iSport International     | á 0:08,162 | 8    |
| 3      | Andreas Zuber       | iSport International     | á 0:11,903 | 6    |
| 4      | Bruno Senna         | Arden International      | á 0:16,373 | 5    |
| 5      | Lucas di Grassi     | ART Grand Prix           | á 0:18,074 | 4    |
| 6      | Adrian Zaugg        | Arden International      | á 0:39,135 | 3    |
| 7      | Nicolas Lapierre    | DAMS                     | á 0:39,462 | 2    |
| 8      | Borja Garcia        | Durango                  | á 0:40,122 | 1    |
| 9      | Karun Chandhok      | Durango                  | á 0:43,505 |      |
| 10     | Michael Ammermüller | ART Grand Prix           | á 0:51,883 |      |
| 11     | Sakon Jamamoto      | BCN Competicion          | á 1:02,082 |      |
| 12     | Andy Soucek         | DPR                      | á 1:04,142 |      |
| 13     | Christian Bakkerud  | iSport International     | á 1:04,409 |      |
| 14     | Vitalij Petrov      | Campos Racing            | á 1:09,289 |      |
| 15     | Tung Che-pin        | BCN Competicion          | á 1:12,116 |      |
| 16     | Antonio Pizzonia    | FMS International        | á 1 kolo   |      |
| 17     | Kazuki Nakadžima    | DAMS                     | á 1 kolo   | 1    |
|        | Odstoupili          | -                        | -          |      |
| *      | Kóhei Hirate        | Trident Racing           | *          |      |
| *      | Sergio Jimenez      | Racing Engineering       | *          |      |
| *      | Alexandre Negrao    | Minardi Piquet Sports    | *          |      |
| *      | Javier Villa        | Racing Engineering       | *          |      |
| *      | Jason Tahinci       | FMS International        | *          |      |
| *      | Roland Rodriguez    | Minardi Piquet Sports    | *          |      |
| *      | Mike Conway         | Super Nova International | *          |      |
| *      | Giorgio Pantano     | Campos Racing            | *          |      |
| *      | Pastor Maldonado    | Trident Racing           | *          |      |

- Luca Filippi získal 2 body za pole position a Kazuki Nakadžima za nejrychlejší kolo v závodě.

## Postavení na startu
| *  | *                           | *  | *                          |
| -- | --------------------------- | -- | -------------------------- |
| 1  | Luca Filippi 1:40.873       | *  | *                          |
| *  | *                           | 2  | Alexandre Negrao + 0.085   |
| 3  | Andreas Zuber + 0.161       | *  | *                          |
| *  | *                           | 4  | Lucas di Grassi + 0.179    |
| 5  | Bruno Senna + 0.330         | *  | *                          |
| *  | *                           | 6  | Kóhei Hirate + 0.340       |
| 7  | Timo Glock + 0.352          | *  | *                          |
| *  | *                           | 8  | Borja Garcia + 0.379       |
| 9  | Kazuki Nakadžima + 0.433    | *  | *                          |
| *  | *                           | 10 | Mike Conway + 0.459        |
| 11 | Nicolas Lapierre + 0.585    | *  | *                          |
| *  | *                           | 12 | Antonio Pizzonia + 0.671   |
| 13 | Giorgio Pantano + 0.676     | *  | *                          |
| *  | *                           | 14 | Adrian Zaugg + 0.842       |
| 15 | Michael Ammermüller + 0.873 | *  | *                          |
| *  | *                           | 16 | Karun Chandhok + 0.937     |
| 17 | Roldán Rodríguez + 1.078    | *  | *                          |
| *  | *                           | 18 | Sakon Jamamoto + 1.266     |
| 19 | Pastor Maldonado + 1.316    | *  | *                          |
| *  | *                           | 20 | Jason Tahinci + 1.361      |
| 21 | Javier Villa + 1.382        | *  | *                          |
| *  | *                           | 22 | Sergio Jimenez + 1.619     |
| 23 | Vitalij Petrov + 1.688      | *  | *                          |
| *  | *                           | 24 | Tung Che-pin + 2.128       |
| 25 | Andy Soucek + 2.384         | *  | *                          |
| *  | *                           | 26 | Christian Bakkerud + 2.460 |

## Nedělní závod GP 2

### Výsledky
| Pozice | Jezdec              | Vůz                      | Čas        | Body |
| ------ | ------------------- | ------------------------ | ---------- | ---- |
| 1      | Nicolas Lapierre    | DAMS                     | -          | 6    |
| 2      | Timo Glock          | iSport International     | á 0:03,183 | 5+1  |
| 3      | Luca Filippi        | Super Nova International | á 0:06,686 | 4    |
| 4      | Borja Garcia        | Durango                  | á 0:08,416 | 3    |
| 5      | Mike Conway         | Super Nova International | á 0:10,178 | 2    |
| 6      | Kazuki Nakadžima    | DAMS                     | á 0:11,089 | 1    |
| 7      | Michael Ammermüller | ART Grand Prix           | á 0:12,259 |      |
| 8      | Bruno Senna         | Arden International      | á 0:22,427 |      |
| 9      | Andy Soucek         | DPR                      | á 0:25,857 |      |
| 10     | Javier Villa        | Racing Engineering       | á 0:26,720 |      |
| 11     | Vitalij Petrov      | Campos Racing            | á 0:32,661 |      |
| 12     | Roldán Rodríguez    | Minardi Piquet Sports    | á 0:38,977 |      |
| 13     | Jason Tahinci       | FMS International        | á 0:46,896 |      |
| 14     | Sakon Jamamoto      | BCN Competicion          | á 1:17,896 |      |
|        | Odstoupili          | -                        | -          |      |
| *      | Alexandre Negrao    | Minardi Piquet Sports    | *          |      |
| *      | Pastor Maldonado    | Trident Racing           | *          |      |
| *      | Adrian Zaugg        | Arden International      | *          |      |
| *      | Giorgio Pantano     | Campos Racing            | *          |      |
| *      | Kóhei Hirate        | Trident Racing           | *          |      |
| *      | Sergio Jimenez      | Racing Engineering       | *          |      |
| *      | Karun Chandhok      | Durango                  | *          |      |
| *      | Tung Che-pin        | BCN Competicion          | *          |      |
| *      | Antonio Pizzonia    | FMS International        | *          |      |
| *      | Lucas di Grassi     | ART Grand Prix           | *          |      |
| *      | Andreas Zuber       | iSport International     | *          |      |
| *      | Christian Bakkerud  | DPR                      | *          |      |

- Timo Glock získal 1 bod za nejrychlejší kolo v závodě.

## Průběžné pořadí
Jezdci
| *  | Jezdec           | Body |
| -- | ---------------- | ---- |
| 1  | Luca Filippi     | 16   |
| 2  | Timo Glock       | 14   |
| 3  | Nicolas Lapierre | 8    |
| 4  | Andreas Zuber    | 6    |
| 5  | Bruno Senna      | 5    |
| 6  | Lucas di Grassi  | 4    |
| 7  | Borja Garcia     | 4    |
| 8  | Adrian Zaugg     | 3    |
| 9  | Mike Conway      | 2    |
| 10 | Kazuki Nakadžima | 2    |

Tým
| * | Tým                      | Body |
| - | ------------------------ | ---- |
| 1 | iSport International     | 20   |
| 2 | Super Nova International | 18   |
| 3 | DAMS                     | 10   |
| 4 | Arden International      | 8    |
| 5 | ART Grand Prix           | 4    |
| 6 | Durango                  | 4    |

Národy
| * | Stát                    | Body |
| - | ----------------------- | ---- |
| 1 | Itálie                  | 16   |
| 2 | Německo                 | 14   |
| 3 | Brazílie                | 9    |
| 4 | Francie                 | 8    |
| 5 | Spojené arabské emiráty | 6    |
| 6 | Španělsko               | 4    |
| 7 | Jižní Afrika            | 3    |
| 8 | Velká Británie          | 2    |
| 9 | Japonsko                | 2    |